# Auriolles
Auriolles – miejscowość i gmina we Francji, w regionie Nowa Akwitania, w departamencie Żyronda.
Według danych na rok 1990 gminę zamieszkiwało 112 osób, a gęstość zaludnienia wynosiła 16 osób/km² (wśród 2290 gmin Akwitanii Auriolles plasuje się na 1064. miejscu pod względem liczby ludności, natomiast pod względem powierzchni na miejscu 1280.).